# Lista das áreas de valor ecológico e ambiental do município de Santana de Parnaíba

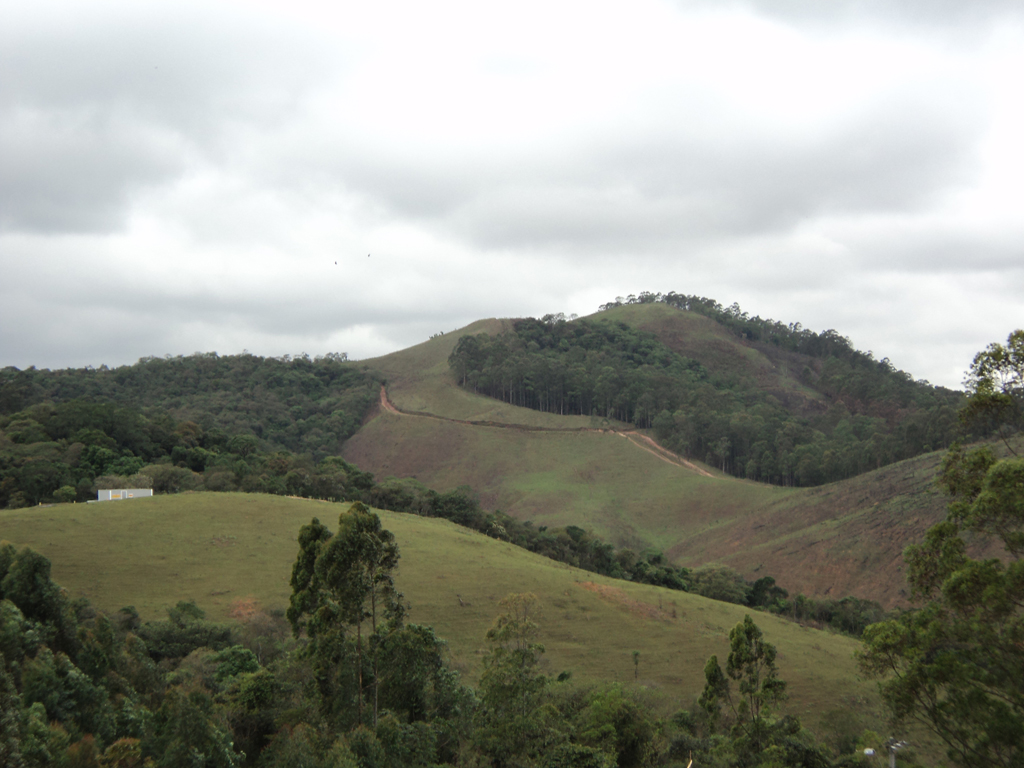
Reserva Biologica do Tamboré

Nesta lista estão relacionadas as áreas de valor ecológico e ambiental do município de Santana de Parnaíba, incluindo áreas naturais protegidas ou em processo de regularização 
As Unidade de Conservação (UC) estão voltadas a pesquisa, biodiversidade e uso sustentável com o claro objetivo de conservação da natureza.
|    | Unidade de Conservação                               | Data de criação                                                                                         | Competência                                                         | Referência  |
| -- | ---------------------------------------------------- | --- | ------------------------------------------------------------------- | ----------- |
| 1  | APA - Várzea do Rio Tietê                            | Área de Proteção Lei 5.598 Estado de São Paulo 08/02/1987 APA Dec.42.837 Estado de São Paulo 03/02/1998 | Secretaria de Estado do Meio Ambiente e Recursos Naturais           | [ 2 ] [ 3 ] |
| 2  | Reserva Biológica Tamboré                            | Lei 2.689 Lei municipal 22/12/2005                                                                      | Prefeitura Municipal de Santana de Parnaíba                         | [ 4 ] [ 3 ] |
| 3  | Reserva Particular do Patrimônio Natural Voturuna I  | Portaria 105-N - DOU 190 - 05/10/1994 - seção/pg. 1 - 1528                                              | RPPN - Reservas particulares do patrimônio natural                  | [ 5 ]       |
| 4  | Reserva Particular do Patrimônio Natural Voturuna II | Portaria 123/94-N - DOU 216 - 16/11/1994 - seção/pg. 01 - 17207                                         | RPPN - Reservas particulares do patrimônio natural                  | [ 6 ]       |
| 5  | Serra do Voturuna                                    | Resolução de Tombamento: Resolução 17 de 04/08/1983 Privado                                             | Condephaat                                                          | [ 7 ] [ 3 ] |
| 6  | Reserva Burle Marx                                   | Lei 2.574 Lei municipal 30/9/2004                                                                       | Prefeitura Municipal de Santana de Parnaíba                         | [ 3 ]       |
| 7  | Lagoa do Bacuri                                      | Processo 841 Lei municipal 30/6/2000                                                                    | Prefeitura Municipal de Santana de Parnaíba                         | [ 3 ]       |
| 8  | Morro do Voturussu                                   | TAC Lei municipal 09/03/2001                                                                            | Prefeitura Municipal de Santana de Parnaíba                         | [ 3 ]       |
| 9  | Serra do Itaqui                                      | Resolução de Tombamento: Resolução SC-126, de 19/12/2016                                                | Condephaat                                                          | [ 8 ]       |
| 10 | Morro do Major                                       | Lei 1.840 Lei municipal 10/03/1994                                                                      | Prefeitura Municipal de Santana de Parnaíba,/br>Propriedade privada | [ 3 ]       |
| 11 | RPRN - Alphasítio                                    | Matrícula 96.265 Lei municipal 13/08/2002                                                               | Propriedade privada                                                 | [ 3 ]       |
| 12 | Território do Voturuna e Ribeirão Santo André        | em processo de se tornarem oficialmente UC                                                              | Prefeitura Municipal de Santana de Parnaíba                         | [ 1 ]       |
| 13 | Parque Natural Municipal                             | em processo de se tornarem oficialmente UC                                                              | Prefeitura Municipal de Santana de Parnaíba                         | [ 1 ]       |